# Смольники (Плисская волость)
Смольники — деревня в Невельском районе Псковской области России. Входит в состав Плисской волости.

## География
Расположена на юго-восточном побережье озера Боровно, в 12 км к северо-западу от райцентра, города Невель.

## Население
| 2001 | 2002 | 2010 |
| ---- | ---- | ---- |
| 40   | ↘23  | ↗25  |

Численность населения деревни по оценке на начало 2001 года составляла 40 человек.